# El mirón y la exhibicionista
El mirón y la exhibicionista est un film pornographique espagnol réalisé par Jesús Franco, sorti en Espagne en 1986.

## Synopsis
L'intrigue est assez simpliste : un voyeur observe pendant l'heure du film une jeune femme en train de faire l'amour et de se masturber devant sa fenêtre. Le seul dialogue du film est Puta ! Puta !.

## Distribution
- Lina Romay